# Bullet journal

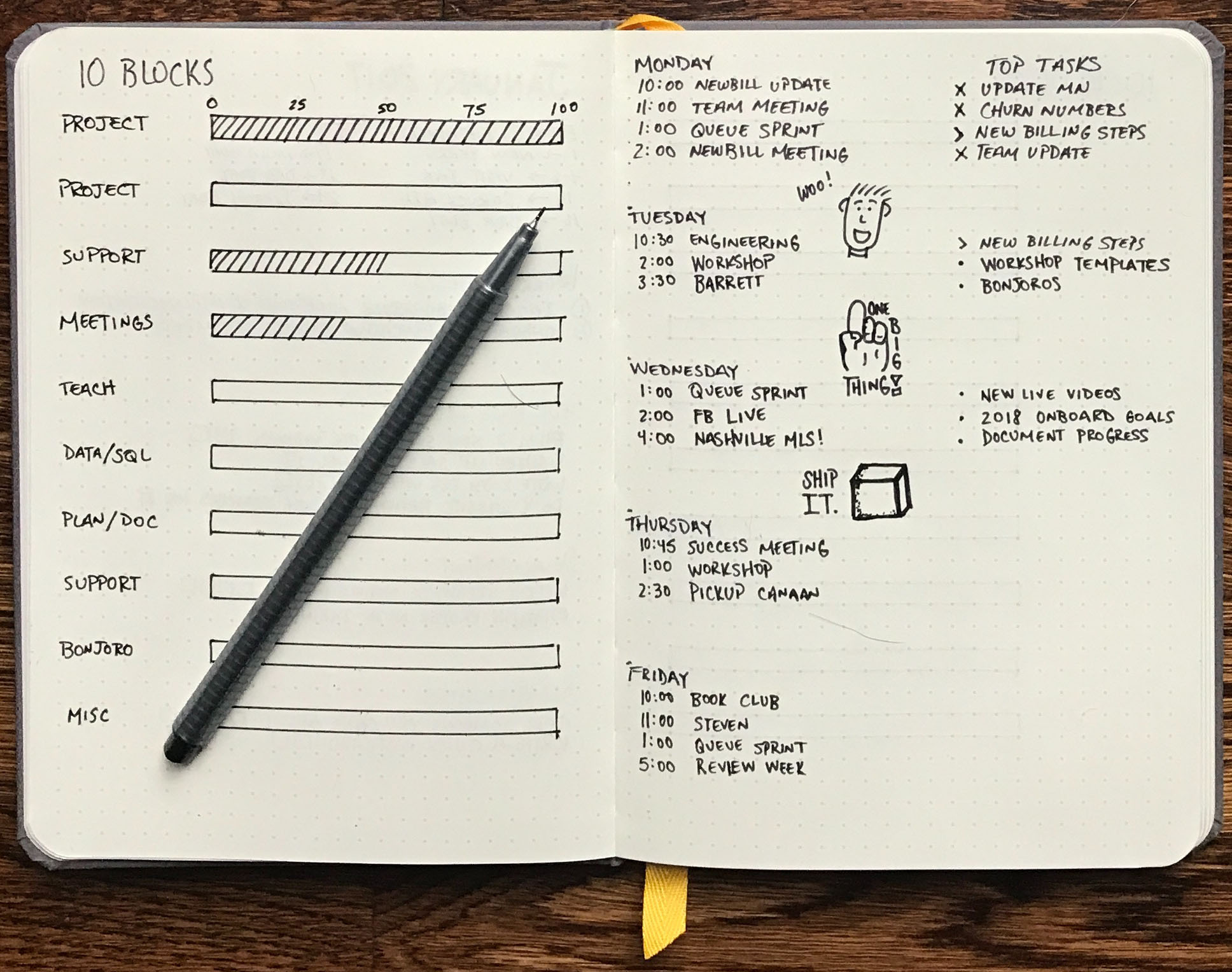
Ejemplo de una página de Bullet Journal.

Bullet Journal o BuJo es un método de organización personal desarrollado por Ryder Caroll. Este método organiza la planificación, recordatorios, lista de tareas, lluvia de ideas y otras actividades de organización en un cuaderno. Su nombre proviene del uso abreviado de "bullet points" o cuaderno punteado o con viñetas para organizar la información. Fue dado a conocer en 2013 y desde entonces se ha convertido en un método de organización popular en redes sociales.

## Método
Un bullet journal generalmente es escrito a mano en un solo cuaderno. Sus principales herramientas son:
- Índices. Funciona como el índice de un libro o tabla de contenido, señala donde se encuentra la información sobre diferentes temas.
- Registro rápido. Usa un sistema de símbolos (guiones, asteriscos, círculos, etc.) para simplificar y abreviar la información, tales como tareas, eventos, notas u otras.
- Registros. Son listas de tareas organizadas en diferentes escalas de tiempo, tales como diarios, registros semanales o mensuales.
- Colecciones. Organizan la información por contenido, tales como registros de hábitos, actividades físicas, listas de libros por leer, etc.
- Migración. Se considera la esencia del bullet journal,[3] consiste en actualizar periódicamente las listas de tareas a nuevas listas, como el registro de una tarea pendiente a la lista del mes siguiente,[1] para ayudar a las personas a priorizar y diferenciar entre lo que pueden hacer y lo que puede esperar.

## Herramientas
Si bien el método puede llevarse a cabo solo con un bolígrafo o lápiz y un cuaderno, existen ejemplos más creativos artísticos.
El sistema de Bullet Journal tiene la finalidad de brindar un marco para que las personas planifiquen sus actividades y aumenten la productividad, aunque su flexibilidad permite que personalicen el sistema según sus necesidades, por lo que puede ser utilizado como agenda o como diario.

## Estilos
Desde la introducción del método original del bullet journal, la comunidad de personas en redes sociales lo ha transformado en muchos estilos diferentes: minimalistas, artísticos, collages, etc. Puede usarse para la organización o para la creatividad de la persona. El bullet journal digital también se ha vuelto popular a través de aplicaciones digitales.

## Usos
Un bullet journal es un sistema de organización diaria, semanal, mensual o anual; también se puede utilizar para realizar un seguimiento del progreso en varias tareas, como la meditación o el ejercicio o actividades académica, carrera laboral, administración de proyectos, finanzas personales o salud mental.

## Historia
Ryder Carroll comenzó a buscar un método simple de organización personal en la universidad a fines de la década de 1990. Debido a que fue diagnosticado con trastorno por déficit de atención cuando era niño, quería un sistema que lo ayudara a "superar sus problemas de aprendizaje".
Cuando se graduó de la universidad, había creado el método del bullet journal. Comenzó a compartirlo en línea en 2013. Atrajo la atención en las redes sociales, ganando $ 80,000 en fondos de Kickstarter para crear una comunidad de usuarios en línea centralizada. Fue objeto de más de 3 millones de publicaciones de Instagram en diciembre de 2018. El método ha sido influenciado por la experiencia de Carroll como diseñador de aplicaciones, web y juegos, así como por su interés en los álbumes de recortes.
Carroll dio una charla TED sobre el diario de viñetas en el evento TEDxYale de 2017, titulada "Cómo ordenar tu mente: lleva un diario". Carroll también publicó un libro sobre el sistema, The Bullet Journal Method, en 2018.

## Impacto económico
Desde la introducción del bullet journal, su creciente popularidad ha contribuido a un aumento en las ventas de productos de papelería tradicionales, como cuadernos, bolígrafos, etc. A partir de 2018, hubo un aumento del 18 % en la venta de portátiles en EE. UU. en comparación con el año anterior. También hubo un aumento que va del 5% al 17% en la venta de varios tipos de bolígrafos.